# Carlo Imperato
Carlo Imperato, vero nome Anthony Imperato (New York, 3 agosto 1963), è un attore statunitense.

## Biografia
Originario del quartiere del Bronx, Carlo Imperato è conosciuto in Italia soprattutto per il telefilm Saranno Famosi, nel quale interpretava la parte di uno studente italo-americano, proveniente dal quartiere del South Bronx, di nome Danny Amatullo, studente d'arte drammatica, desideroso di divenire un comico di alto livello.

Nel 1996 si sposa con Kimberly Green, dalla quale divorzia nel 1998.

## Filmografia
- 1978 The Man in the Santa Claus Suit (TV)
- Saranno Famosi
- 1983 Enormous Changes at the Last Minute
- 1995 Out-of-Sync
- 2001 Face to Face